# Judith Rakers

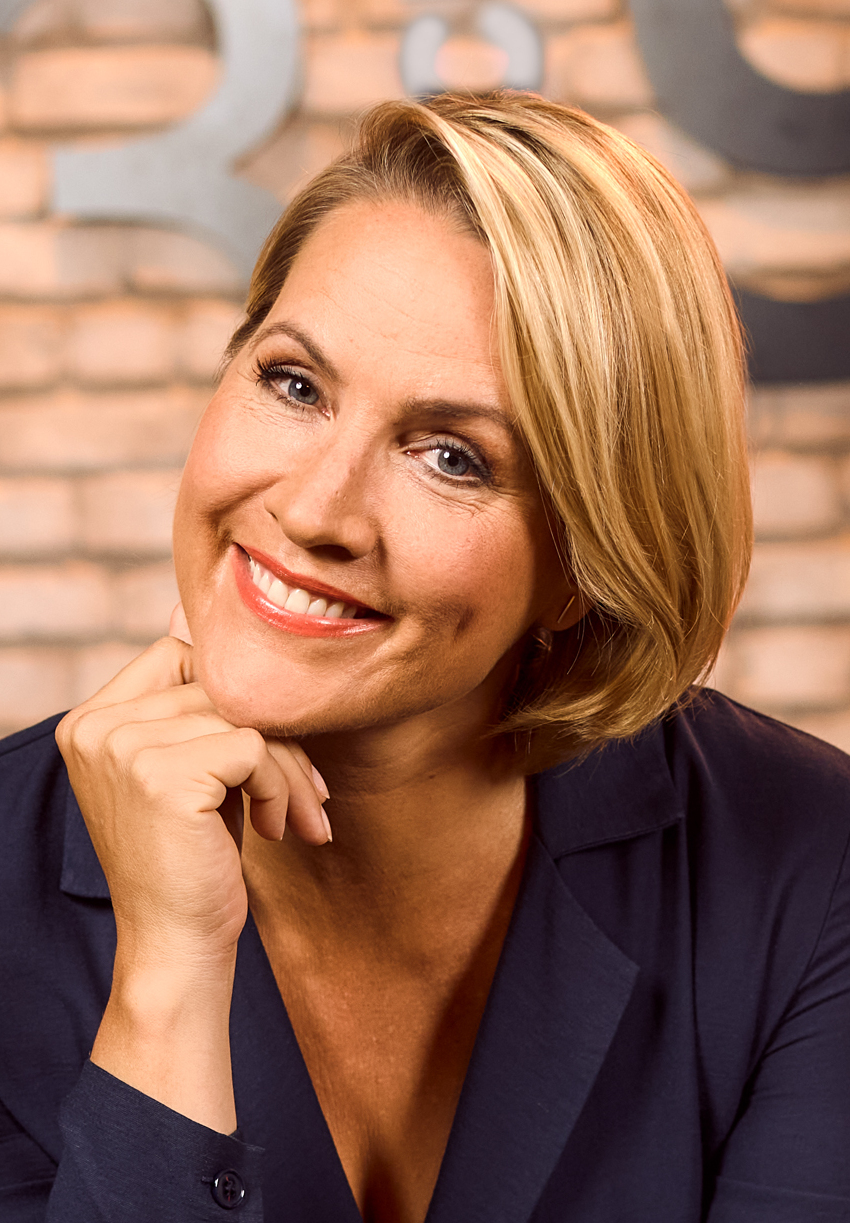
Judith Rakers (2024)

Judith Deborah Rakers (* 6. Januar 1976 in Paderborn) ist eine deutsche Journalistin und Fernsehmoderatorin. Sie war von 2005 bis 2024 freiberufliche Sprecherin der Tagesschau im Ersten Deutschen Fernsehen.

## Leben

### Frühe Jahre und Privates
Judith Rakers Eltern trennten sich, als sie sieben Jahre alt war. Sie wuchs in Bad Lippspringe bei ihrem Vater, dem Physiotherapeuten Hermann Rakers, auf. Ihre Mutter Kunigunde Rakers ist Innenarchitektin. Nach dem Abitur am Pelizaeus-Gymnasium Paderborn studierte Judith Rakers von 1995 bis 2001 Publizistik und Kommunikationswissenschaft, Deutsche Philologie und Neuere und Neueste Geschichte an der Universität Münster. Parallel arbeitete sie bis 2001 als Hörfunk-Moderatorin bei den NRW-Lokalsendern Radio Hochstift und Antenne Münster.
Rakers ist Mitautorin des Buchs Nachrichten-Journalismus, verfasste zusammen mit Kommilitonen einen Aufsatz in dem Band Bildpropaganda im Ersten Weltkrieg und schrieb außerdem für mehrere Tageszeitungen und Fachpublikationen.
Sie ist passionierte Reiterin. 2009 heiratete sie den Immobilienfachwirt Andreas Pfaff. Das Paar lebte in Hamburg-Harvestehude und trennte sich 2017. Nach der Scheidung zog Rakers 2018 auf einen Bauernhof bei Hamburg und widmet sich der Selbstversorgung.

### Moderationen
Vom 11. Januar 2004 bis 17. Januar 2010 moderierte Rakers das Hamburg Journal im Norddeutschen Rundfunk; vom 7. Juli 2005 bis zum 31. Januar 2024 war Rakers Sprecherin der Tagesschau: Sie sprach die Nachrichtenblöcke der Sendungen Tagesthemen, Morgenmagazin und Mittagsmagazin sowie Nachtausgaben der Tagesschau. Die Hauptausgabe der Tagesschau um 20 Uhr las sie erstmals am 18. März 2008 und letztmals am 31. Januar 2024.

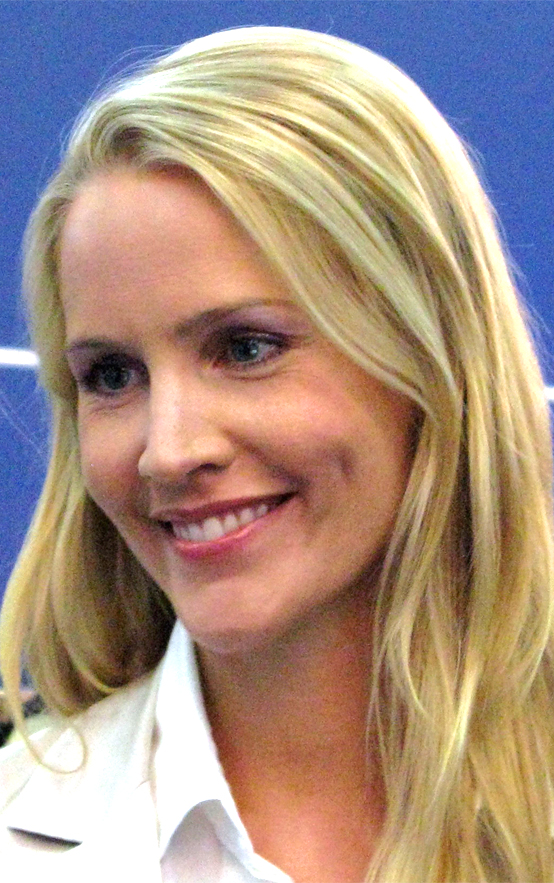
Judith Rakers auf der IFA (2009)

Seit 2010 moderiert Rakers die Radio-Bremen-Talkshow 3 nach 9. Nachdem sie dort am 9. Juli 2010 einen ersten Gastauftritt als Moderatorin hatte, wurde am 9. August 2010 bekannt gegeben, dass sie neben Giovanni di Lorenzo feste Moderatorin wird. Die erste reguläre Sendung mit Rakers wurde am 3. September 2010 ausgestrahlt. Judith Rakers moderierte außerdem die vier Folgen der von August bis Dezember 2018 produzierten ARD-Ratgebersendung Kriminalreport.
2010 wählte das Medium Magazin Rakers zu einer der 100 „Journalisten des Jahres“; in repräsentativen Umfragen wurde sie auch zur beliebtesten Nachrichtensprecherin Deutschlands und beliebtesten Talkshow-Moderatorin gewählt.
Neben Stefan Raab und Anke Engelke moderierte Rakers den Eurovision Song Contest 2011 in Düsseldorf und erhielt hierfür den Deutschen Fernsehpreis 2011 in der Kategorie „Beste Unterhaltung“. Die Produktion des Eurovision Song Contests 2011 erhielt den europäischen Preis „Rose d’Or“. Im selben Jahr war sie in der Quiz-Showreihe Der klügste Deutsche 2011 in der ARD Mitglied der Jury und gehörte auch der Fortsetzung im Jahr 2012 an.
Seit August 2013 moderiert sie im NDR die TV-Pannenshow Top Flops. Von 2014 bis 2017 moderierte sie die TV-Pannenshow Pleiten, Pech und Pannen vom Bayerischen Rundfunk.
Seit 2014 setzt sich Rakers in ihrer eigenen Reportage-Reihe für das NDR-Fernsehen sowohl mit sozialkritischen Themen („Schicksal obdachlos“, „Schicksal Armutsfalle“, „Schicksal heimatlos“, „Letzte Chance Frauenknast“, „Flüchtlinge als Nachbarn“, „Schicksal Flüchtlingskind“, „Gemeinsam auf die letzte Reise“) als auch mit der Faszination anderer Länder und Regionen auseinander. Dazu moderiert sie für den NDR auch die Sendereihe Inselreportagen mit Judith Rakers:
- Fehmarn und Fischland–Darß–Zingst … mit Judith Rakers
- Spiekeroog und Hiddensee mit Judith Rakers
- Helgoland und Ameland mit Judith Rakers
- Usedom … mit Judith Rakers
- Sylt … mit Judith Rakers
- Hiddensee … mit Judith Rakers
- Langeoog … mit Judith Rakers
- Spiekeroog … mit Judith Rakers
- Föhr … mit Judith Rakers
- Borkum … mit Judith Rakers
- Ameland … mit Judith Rakers
- Pellworm … mit Judith Rakers
- Langeoog und Juist mit Judith Rakers
- Corona und die Inseln im Norden
- Ostseeinseln mit Judith Rakers
- Nordseeinseln mit Judith Rakers
- Baltrum … mit Judith Rakers

Von 2021 bis 2024 moderierte Rakers zusätzlich die Tagesschau-Nachrichten auf tagesschau24, seit August 2021 ist sie als feste Moderatorin in der WDR-Sendung Wunderschön! tätig. Seit dem Frühjahr 2022 moderiert sie auch den Podcast Homefarming – Mach’s Dir lecker zu Hause!
Seit ihrem Abschied von der Tagesschau im Januar 2024 konzentriert sie sich auf ihre unternehmerische Tätigkeit.
Fortlaufend
- seit 2001: Die Reportage, NDR
- seit 2010: 3 nach 9, Radio Bremen
- seit 2018: Inselreportagen mit Judith Rakers, NDR
- seit 2021: Wunderschön!, WDR

### Weitere Tätigkeiten
2016 spielte Rakers eine Rolle im Hamburger Tatort Fegefeuer. Dort moderierte sie die Tagesschau, während eine Geiselnahme stattfand. 2017 gründete Rakers zusammen mit Endemol Shine Germany die Produktionsgesellschaft Jukers Media, um in Zukunft eigene TV-Formate produzieren zu können. Im Frühjahr 2021 belegte sie, kostümiert als Küken, in der vierten Staffel der ProSieben-Sendung The Masked Singer den siebten von zehn Plätzen. In der deutschen Version des Kinofilms Der wilde Roboter sprach sie die Hauptrolle Rozzum 7134 („Roz“).

## Auszeichnungen
- 2011: Deutscher Fernsehpreis in der Kategorie Beste Unterhaltung
- 2012: Radio Regenbogen Award als Medienfrau
- 2024: Die Goldenen Blogger in der Kategorie Celebrity für ihr Gartenblog Homefarming[28]

## Publikationen
- als Mitautorin: Bewegte Bilder – Der Film. Ein neues Medium propagiert den Krieg. In: Raoul Zühlke (Hrsg.): Bildpropaganda im Ersten Weltkrieg. Kämpfer, Hamburg 2000, ISBN 978-3-932208-13-3, S. 327–396.
- mit Siegfried Weischenberg: Nachrichten-Journalismus. Anleitungen und Qualitäts-Standards für die Medienpraxis. VS Verlag für Sozialwissenschaften, Wiesbaden 2013, ISBN 978-3-531-13727-8.
- Homefarming – Selbstversorgung ohne grünen Daumen. Gräfe und Unzer, München 2021, ISBN 978-3-8338-7783-4.
- Homefarming – Das Kochbuch. Mit der eigenen Ernte durchs ganze Jahr, Gräfe und Unzer, München 2023, ISBN 978-3-8338-8750-5.
- Judiths kleine Farm, Franckh-Kosmos, Stuttgart 2024, ISBN 978-3-440-17903-1.